# سیکا (شرکت)
سیکا، شرکتی بین‌المللی فعال در زمینهٔ مواد شیمیایی است و مرکز آن در شهر بار واقع در سوئیس است. سیکا سال ۱۹۱۰ تحت عنوان یک گروه مستقل سوئیسی توسط کاسپار وینکلر در زوریخ بنیان نهاده‌شد. میزان فروش سالیانهٔ این شرکت در سال ۲۰۰۹ بالغ بر ۴٫۲ میلیارد فرانک سوئیس بوده‌است. این شرکت دارای حدود ۱۲۰۰۰ کارمند است که در بیش از هفتاد کشور جهان، فعالیت می‌کنند.
از جمله محصولات این شرکت افزودنی‌های کمکی بتن بلوک هبلکس ، ملات‌های ویژه، چسب‌های ساختمانی که کاربردهای زیادی در صنعت ساختمان دارندف مانند چسباندن بلوک سبک سیمانی روی یکدیگر و درزگیرها، مصالح میراساز و مسلح‌کننده، سیستم‌های تقویتی سازه، کف سازی صنعتی و همچنین سیستم‌های عایق بام ساختمان‌ها می‌توان نام برد.
چاره‌جویی‌های تام سیکا جایگزین فناوری‌های قدیمی همچون سرهم‌بندی‌هایی به کمک پیچ و پرچ یا جوشکاری می‌شود.
در کنار نام تجاری ثبت شدهٔ سیکا، ۵۷۵ برند تجاری مرتبط همچون سیکافلکس، سیکاویسکوکریت یا سیکاباند نیز ثبت شده‌است که این امر شمار برندهای تجاری ثبت‌شدهٔ آن در ۱۶۱ کشور جهان را به بیش از ۱۳۰۰۰ عدد می‌رساند.

## تاریخچه
در سال ۱۹۱۰ کاسپار وینکلر گروه کنونی سیکا را در زوریخ پایه‌گذاری کرد. در آن زمان او یک پروسهٔ شیمیایی پیشگام را پدیدآورده بود که گیرش و سفت‌شدن سیمان، ملات و بتن را سرعت می‌بخشید. اولین محصول او، سیکا-۱ افزودنی آب‌بند کنندهٔ ملات، هنوز هم به کرات استفاده‌می‌شود. طی سال‌های ۱۹۱۹–۱۹۲۲، طاق تمامی تونل‌های خط گوتهارد بوسیلهٔ محصولات سیکا ترمیم و در برابر نفوذ آب، آب‌بندی شد تا به این وسیله از خرابی کابل‌های برق داخلی در اثر رطوبت جلوگیری به عمل آید. این کامیابی سرآغاز درخواست‌های فزاینده از کاسپار وینکلر به‌عنوان یک متخصص در زمینهٔ آب‌بندی شد. در سال ۱۹۳۰، فریتز شنکر، داماد کاسپار وینکلر شرکت سهامی سیکا AG را بنا نهاد. این شرکت با شتاب کارهای زیربنایی را برای گسترش جهانی انجام داد تا در اواخر دههٔ ۳۰ میلادی، شمار شرکت‌های فعال سیکا در جهان به ۱۰ کشور برسد.
این شرکت در دو زمینه ساختمان و صنعت فعالیت گسترده‌ای‌دارد، فعالیت سیکا فقط در زمینه شیمی ساختمان محدود نبوده و بخش عمده‌ای از فعالیت‌های آن در بخش صنعت است. مواد تولیدی این شرکت در زمینه‌های درزبندی، اتصال (چسباندن)، صداگیری، محافظت و مقاوم‌سازی است که در صنایع خودروسازی، کشتی‌سازی، شیشه‌های دوجداره برای نماهای شیشه‌ای بدون فریم ساختمان و بسیاری صنایع دیگر است. واحد صنعت شرکت سیکا، در زمینه معرفی محصولات سازگار با محیط زیست در صنایع مواد شیمیایی نیز فعالیت دارد.